# Cold Ashby
Cold Ashby is een civil parish in het bestuurlijke gebied Daventry, in het Engelse graafschap Northamptonshire met 278 inwoners.